# Wikipedia in lituano
Wikipedia in lituano (in lituano Lietuviškoji Vikipedija) è l'edizione in lingua lituana di Wikipedia. Essa ebbe inizio nel 2003 ma conseguì un numero significativo di voci soltanto nel 2004.

## Statistiche
La Wikipedia in lituano ha 222 811 voci, 554 641 pagine, 199 209 utenti registrati di cui 309 attivi, 9 amministratori e una "profondità" (depth) di 30 (al 5 luglio 2025).
È la 54ª Wikipedia per numero di voci ma, come "profondità, è la 45ª fra quelle con più di 100.000 voci (al 5 luglio 2025).

## Cronologia
- 14 ottobre 2004 — supera le 1000 voci
- 14 dicembre 2005 — supera le 10.000 voci
- 1º agosto 2007 — supera le 50.000 voci
- 18 gennaio 2010 — supera le 100.000 voci ed è la 31ª Wikipedia per numero di voci
- 14 aprile 2012 — supera le 150.000 voci ed è la 30ª Wikipedia per numero di voci
- 13 giugno 2020 — supera le 200.000 voci ed è la 46ª Wikipedia per numero di voci
- 3 marzo 2021 —  torna sotto le 200.000 voci ed è la 48ª Wikipedia per numero di voci
- 17 ottobre 2021 —  risupera le 200.000 voci ed è la 48ª Wikipedia per numero di voci